# Эскадренные миноносцы типа «Асахи»
Эскадренные миноносцы типа «Асахи» — эскадренные миноносцы морских сил самообороны Японии. Основное назначение — противолодочная оборона. В настоящее время два корабля этого типа находятся в строю. Стоимость постройки составляет 70 млрд. иен.
«Асахи» — третий корабль с этим именем в ВМС Японии. Первым был броненосец императорского флота, вторым — эскортный эсминец, взятый в аренду у США в 1955 году.

## Конструкция
Корабль строится на основе корпуса предыдущей серии эсминцев 19DD «Акидзуки», однако надстройка имеет некоторые отличия, связанные с установкой новых радаров с приемно-передающими модулями на основе нитрида галлия. Вместо производимого по лицензии американского гидроакустического комплекса AN/SQQ-89 устанавливается гидроакустический комплекс OQQ-24 собственной разработки. Силовая установка газотурбинная с электрической трансмиссией.

## Корабли в классе
| Номер корпуса | Бортовой номер | Имя/Перевод                       | Заложен    | Спущен     | В строю    | Верфь         |
| ------------- | -------------- | --------------------------------- | ---------- | ---------- | ---------- | ------------- |
| 1613          | DD-119         | Асахи («Лучи восходящего солнца») | 04.08.2015 | 19.10.2016 | 07.03.2018 | MHI, Нагасаки |
| 1614          | DD-120         | Сирануи («Свечение моря»)         | 20.05.2016 | 12.10.2017 | 04.03.2019 | MHI, Нагасаки |